# Kabedon

Kabedon

Kabedon (壁ドン Kabe nghĩa là "Tường", don là từ tượng thanh của tiếng "rầm" khi đập vào tường) hay Kabe-Don đề cập tới hành động đập mạnh vào tường. Ý nghĩa thứ nhất là hành động đập vào tường như một hành động phản đối khi phòng bên cạnh gây ồn ào. Một ý nghĩa khác thường xuất hiện trong manga hay anime shōjo khi một người dồn một người khác vào vách tường tạo ra tiếng "don", và điều này đã trở nên phổ biến như một "lời tỏ tình" lém lỉnh.